# Rudolph Otto Sigismund Lipschitz
Rudolph Otto Sigismund Lipschitz (Königsberg, 14 maggio 1832 – Bonn, 7 ottobre 1903) è stato un matematico tedesco.
Dedicò i suoi studi alla teoria dei numeri, alle funzioni di Bessel, alla serie di Fourier, al calcolo delle variazioni e alle equazioni differenziali. Si occupò anche di idrodinamica e meccanica analitica.

## Biografia
Cominciò i suoi studi universitari giovanissimo, entrando nell'università di Königsberg. A seguito dell'abitudine di quel tempo di studiare presso università differenti, si trasferì da Königsberg a Berlino, dove il suo insegnante fu Dirichlet. A causa di problemi di salute dovette abbandonare gli studi per un anno; si laureò il 9 agosto 1853 con eccellenti risultati.
Non divenne immediatamente docente universitario, ma dovette lavorare quattro anni come insegnante nei licei di Königsberg ed Elbing. Nel 1857 Lipschitz divenne un Privatdozent presso l'Università di Berlino. Nello stesso anno sposò Ida Pascha, la figlia di un proprietario terriero amico di suo padre. Nel 1862 divenne professore a Breslavia.
Nel 1868 pubblicò un articolo sulla meccanica hamiltoniana e in seguito si occupò della teoria del potenziale seguendo i modelli riemanniani. Partecipò anche lui, come molti altri matematici e fisici del suo tempo, agli studi atti a determinare il moto dei pianeti e si propose di ottenere la funzione esponenziale in uno spazio con curvatura costante.

## Condizione di Lipschitz
Sia
{\displaystyle \mathbf {f} :\Omega \subseteq \mathbb {R} ^{n}\rightarrow \mathbb {R} ^{m}}
{\displaystyle \mathbf {f} } si dice lipschitziana su {\displaystyle \Omega } se
{\displaystyle \exists K\in \mathbb {R} ;K\geq 0}
tale che
{\displaystyle \left\|\mathbf {f} (\mathbf {x} )-\mathbf {f} (\mathbf {y} )\right\|\leq K\left\|\mathbf {x} -\mathbf {y} \right\|\qquad \forall \mathbf {x} ,\mathbf {y} \in \Omega }